# 玉潭实验中学
玉潭实验中学，位于湖南省长沙市宁乡县一环路，为宁乡县高级中学之一。

## 历史
1999年8月，玉潭实验中学在宁乡县被创立，它是宁乡县第一所民办学校。
2000年8月，玉潭实验中学演变成政府与民间合资的股份制学校。
2009年1月，政府完全退出，把股份全部专卖民间企业家，玉潭实验中学再次转变为民办学校。

## 学校资源

### 建筑
- 教学楼[3]
- 综合楼[3]
- 图书室[3]
- 体育馆[3]
- 生活服务大楼[3]
- 音体活动室[3]
- 计算机室[3]
- 语音室[3]
- 绿色网吧[3]

## 特色

### 办学理念
成全每一位学生，成就每一位教师

### 教学方针
激发兴趣、激活思维、培养习惯、夯实基础

### 教师
学校拥有160个教师，包含有：高级教师15人，市县级骨干教师、县名优教师58人。

## 知名校友
- 黄雅莉[4]

## 荣誉奖项
- 全国引探教学实验先进学校[2][1]
- 首届湖南省十佳民办中学[2][1]
- 湖南省文明单位[2][1]
- 长沙市绿色学校[2][1]
- 长沙市英语特色示范学校[2][1]
- 中华经典文化导读实验学校[2][1]
- 湖南省素质教育科研基地[2][1]
- 湖南“十五”重点课题研究基地[2][1]
- 长沙市后备人才训练基地[2][1]
- 长沙市小学语文教学学会团体会员单位[2][1]
- 2011年全县教育教学先进单位[5]
- 宁乡县构建高效课堂先进单位[5]
- 全国民办教育百强学校[2]
- 中国民办十大知名品牌学校[2]